# التدفئة والتهوية وتكييف الهواء

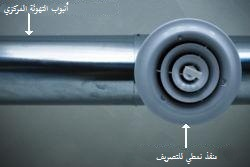
مجاري الهواء (Duct) وإحدى فتحات المجاري

التدفئة، والتهوية، وتكييف الهواء (بالإنجليزية: heating, ventilating, and air conditioning)‏ ويطلق عليها اختصارًا HVAC (تنطق ايتش فاك). وهو فرع مهم بشكل خاص من تصميم الأبنية الصناعية والمكاتب مثل ناطحات السحاب، وفي البيئات البحرية مثل أحواض السمك، حيث يجب أن تكون الحرارة والرطوبة مضبوطة بشكل جيد مع تجنب أعراض الانزعاج الناتج عن الإقامة في بيئة مكيفة بالهواء (Sick building syndrome). في بعض المناطق (مثل بريطانيا) يستخدم مصطلح خدمة الأبنية (Building Services)، ولكنها قد تشمل أنظمة الصرف الصحي والأنظمة الكهربائية. قد يضاف حقل التبريد إلى المصطلح فيصبح HVAC&R أو HVACR، أو قد تهمل التهوية فيصبح HACR.
تعتمد التدفئة والتهوية وتكييف الهواء على مبادئ الديناميكا الحرارية (التيرموديناميك)، وميكانيكا الموائع، وانتقال الحرارة، مع اختراعين واكتشافين قام بهما مايكل فاراداي، ويليس كارير، روبن ترين، جيمس بريسكوت جول، ويليم رانكين، سادي كارنوت، وآخرون. أتت اختراعات مكونات أنظمة التدفئة والتهوية والتكييف مع قيام الثورة الصناعية، وأدخلت أنظمة التحكم عالية الفعالية المتطورة من قبل الشركات حول العالم.
إن وظيفة التدفئة، والتهوية، وتكييف الهواء مترابطة إلى حد بعيد. فالجميع يبحث عن الراحة الحرارية (Thermal comfort)، وعن نوعية الهواء الداخلي المقبولة (indoor air quality)، والكلفة المعقولة للتركيب والتشغيل والصيانة. يمكن لأنظمة التدفئة، والتهوية، وتكييف الهواء أن تزودنا بالتهوية، وتقليل تسرب أو ارتشاح الهواء، وضبط علاقة الضغط بالأجواء والفراغات. يعرف توصيل الهواء وسحبه من حجرة ما بتوزيع الهواء في الغرفة (room air distribution).
في الأبنية الحديثة يكون التصميم والتركيب وأنظمة التحكم لهذه الوظائف (التدفئة، والتهوية، وتكييف الهواء) مدمجة في نظام واحد أو أكثر. يقوم متعهد البناء في الأبنية الصغيرة باختيار استطاعة ونوع أجهزة وأنظمة التدفئة، والتهوية، وتكييف الهواء. وفي الأبنية الكبيرة يقوم المهندسين، مثل مهندسي الميكانيك، أو المهندسين المعماريين بتحليل وتصميم وتحديد أنظمة التدفئة، والتهوية، وتكييف الهواء، ويتعهدها مقاولون ميكانيكيون متخصصون. وتخضع رخص البناء في جميع الأبنية إلى المعايير (Norm) المتعارف عليها.
لقد نظمت صناعة التدفئة، والتهوية، وتكييف الهواء من قبل مصنعين الأجهزة، لكن منظمات المعايير والتنظيم مثل الجمعية الأمريكية لمهندسي التدفئة والتبريد وتكييف الهواء (ASHRAE)، والمنظمة العالمية لمتعهدي تكييف الهواء والصفائح المعدنية (SMACNA)، ومتعهدي تكييف الهواء في أمريكا (ACCA)، والقانون الميكانيكي الموحد (Uniform Mechanical Code)، وقانون الأبنية العالمي (International Building Code). أسست هذه المنظمات لدعم الصناعة وتشجيع المعايير الأساسية.

## التدفئة
تصنف أنظمة التدفئة إما مركزية أو محلية. تستخدم التدفئة المركزية غالبًا في الأقاليم البارد لتدفئة المنازل الخاصة والأبنية العامة. يتألف نظام التدفئة هذا من مرجل أو فرن أو مضخة حرارية لتسخين الماء، أو البخار أو الهواء، في محطة مركزية كحجرة المراجل في المنزل أو الغرفة الميكانيكية في الأبنية الكبيرة. يحتوي النظام أيضًا على مجاري لأنظمة الهواء المقاد، أو أنابيب لوزيع السائل الساخن والمشعات لنقل الحرارة إلى الهواء. تركب المشعات على الجدران أو تكون مركبة تحت أرضية الغرفة. جميع الأنظمة ذات المرجل أو التسخين بالإشعاع، ما عدا البسيطة منها، تكون مزودة بمضخة لتدوير الماء وضمان التساوي في تزويد الحرارة إلى جميع المشعات. يمكن للماء المسخن أن يغذى عن طريق مبادل حراري ثانوي داخل اسطوانة التخزين لتعطي ماء جاري ساخن.
ترسل أنظمة الهواء المقاد الهواء المسخن خلال المجاري. وفي الجو الدافئ يمكن استعمال نفس المجاري للهواء المكيف. يمكن تنقية الهواء وترشيحه من خلال منقيات الهواء. يمكن التدفئة عن طريق التسخين الكهربائي أو عن طريق وشيعة تستعمل سلك رفيع يصبح ساخنًا عندما تمر من خلاله الكهرباء. هذا النوع من التدفئة شائع في المدافئ الكهربائية الجدارية، أو المحمولة، أو كتسخين إضافي في نظام المضخة الحرارية.
يجب أن توضع عناصر التسخين، كالمشعات أو فوهات المجاري، في الأماكن الأبرد في الغرفة، وعادة بجانب النوافذ لتقليل التكاثف وتعويض تيار الهواء المتشكل في الغرفة بسبب أن الهواء قرب النافذة يصبح أثقل بسبب الزجاج البارد. يوجد تجهيزات توجه تيار الهواء بعيدًا عن النوافذ لتمنع ضياع الحرارة. تعطي تيارات الهواء الباردة شعورًا بجو أبرد من معدل درجة حرارة الغرفة، لذلك من الضروري ضبط تسرب الهواء من الخارج بالإضافة إلى تصميم نظام التدفئة.

## التهوية
هي عملية تغيير أو استبدال الهواء في حيز ما لضبط الحرارة، أو إزالة الرطوبة، والرائحة، والدخان، والحرارة، والغبار، والبكتريا المحمولة جوًا. تشمل التهوية استبدال الهواء مع الخارج وتدويره داخل المبنى. والتهوية إحدى أهم العوامل في الحفاظ على نوعية الهواء الداخلي في المباني. تقسم طرق تهوية المباني إلى تهوية ميكانيكية مقادة، وتهوية طبيعية. تستخدم التهوية لإزالة الروائح الكريهة والرطوبة الزائدة، وتجديد الهواء، والحفاظ على حركة للهواء داخل المباني لمنع فساد الهواء الداخلي في المباني.

### التهوية الميكانيكية أو المقادة
تستخدم في ضبط نوعية الهواء الداخلي. يمكن ضبط الرطوبة والروائح والملوثات الزائدة في الهواء بتمديدها أو استبدالها بالهواء الخارجي. ولكن نحتاج إلى طاقة إضافية في الجو الرطب لإزالة الرطوبة الزائدة من هواء التهوية.
يوجد في المطابخ والحمامات مراوح تهوية ميكانيكية لضبط الروائح والرطوبة في بعض الأحيان. بعض عناصر التصميم في هذه الأنظمة تشمل معدل الجريان (وهو تابع لسرعة المروحة وحجم مخرج الهواء) ومستوى الضجيج. إذا مرّت مجاري الهواء ضمن مناطق غير مسخنة (مثل عليّة المنزل)، يجب عندها أخذ الحذر من تكائف الهواء على هذه المجاري (Ducts). تستخدم المراوح السقفية ومراوح الطاولات والأرضيات لتدوير الهواء داخل الغرفة بغرض تخفيف درجة الحرارة الموضعية بسبب تبخر العرق على جلد الشخص المعرض لتأثير التيار الهوائي. نتيجة ارتفاع الهواء الساخن إلى الأعلى، قد تستخدم المراوح السقفية في إبقاء الغرفة دافئة في الشتاء بتدويرها طبقات الهواء الساخن من السقف إلى الأرضية. والمراوح السقفية لا تقدم تهوية كما في تعريف التهوية بجلب الهواء من الجو الخارجي.

### التهوية الطبيعية
هي تهوية المباني بالهواء الخارجي بدون استخدام مروحة أو أي نظام ميكانيكي آخر. وتتم هذه التهوية عن طريق نافذة، عندما يكون الجو المراد تهويته صغيرًا مع إمكانية وجود هذه النافذة معماريًا. في الأنظمة الأكثر تعقيدًا، يسمح للهواء الساخن بالارتفاع في المبنى، ليخرج عاليًا من فتحات إلى الجو الخارجي (مبدأ المدخنة) ساحبًا الهواء الخارجي البارد فيدخل إلى المباني بشكل طبيعي من خلال فوهات في المناطق السفلية من المبنى. لا تحتاج هذه الأنظمة إلى الكثير من الطاقة، ولكن يجب على التأكد من راحة القاطنين. إن الحفاظ على الراحة الحرارية في الشهور الحارة أو الرطبة باستخدام التهوية الطبيعية فقط قد يكون غير ممكن، ولذلك تستخدم أنظمة تكييف الهواء المساندة. (Air-side economizers) تنجز نفس وظيفة التهوية الطبيعية، ولكنها تستخدم أنظمة مبكانيكية تشمل المراوح والمجاري والمرطبات وأنظمة التحكم لتقديم وتوزيع الهواء الخارجي البارد عندما يكون ذلك مناسبًا.

## تكييف الهواء

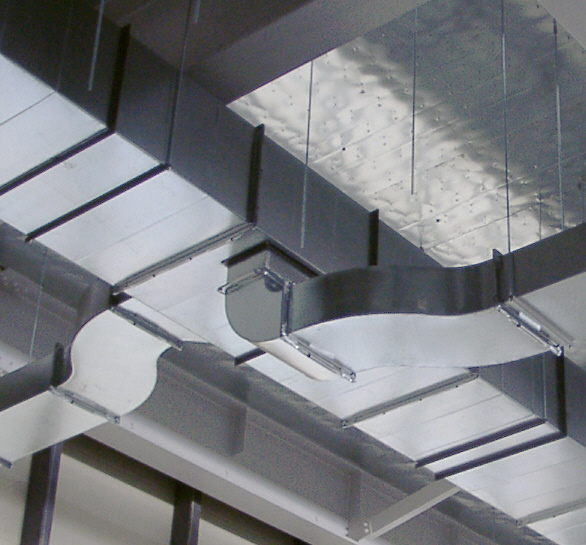
مجاري الهواء في وحدات التكييف المركزي

يتم تكييف الهواء والتبريد بإزالة الحرارة. إن تعريف البرودة ينص على انعدام الحرارة، وجميع أنظمة تكييف الهواء تعمل على هذا المبدأ البسيط. يمكن أن تزال الحرارة بعملية الإشعاع الحراري، والتوصيل الحراري باستخدام أوساط مثل الماء، والهواء، والثلج، ومواد كيميائية تعرف بالمبردات. ولكي نزيل الحرارة من شيء ما، نحتاج ببساطة إلى نقل هذه الحرارة إلى وسط آخر أبرد. وهذا مبدأ عمل كل مكيفات الهواء وأنظمة التبريد. تزود أنظمة تكييف الهواء، أو مكيفات الهواء المستقلة، البرودة، والتهوية، وضبط الرطوبة لجميع أجزاء المنزل أو البناء. يعطي الفريون أو المبردات الأخرى، البرودة خلال عملية تسمى دورة التبريد. تتألف دورة التبريد من أربع عناصر أساسية لإحداث تأثير التبريد. يعطي الضاغط الضغط للنظام. يسبب هذا الضغط تسخين بخار التبريد. ثم يبرد البخار المضغوط نتيجة التبادل الحراري مع الهواء الخارجي، فيتكاثف البخار إلى سائل في المكثف. يضخ بعدها هذا السائل إلى داخل المبنى، حيث يدخل المبخر. في هذا المبخر، يتم بخ سائل التبريد من فوهات رش صغيرة داخل حجرة، حيث يهبط الضغط ويتبخر السائل. تمتص عملية التبخر الحرارة من الجو المحيط، فيبرد، وبالتالي يمتص المبخر أو يضيف حرارة إلى النظام. يعاد بعدها البخار إلى الضاغط. يوجد جهاز قياس يعمل كخانق (restriction) في النظام عند المبخر لضمان أن الحرارة الممتصة من قبل النظام قد امتصت بمعدل مناسب.
تركب أنظمة تكييف الهواء المركزية غالبًا في المساكن الحديثة، والمكاتب، والأبنية العامة، ولكنها صعبة التعديل (أي تركيبها في أبنية غير مصممة لتركيبها) لأنها ذات مجاري هواء ذات أحجام كبيرة. يجب صيانة نظام المجاري بحذر لمنع نمو البكتريا الممرضة في المجاري. يمكن استخدام أنظمة مزودة بمروحة (fan coils systems) أو أنظمة مجزئة (Split systems) كبديل للمجاري الكبيرة التي تحمل الهواء المطلوب لتسخين أو تبريد منطقة ما.
هذه الأنظمة، بالرغم من أنها تستخدم في التطبيقات السكنية، فقد اكتسبت شعبية في المباني التجارية. توصل وحدة الملف إلى وحدة تكثيف بعيدة عبر أنابيب بدلا من المجاري.
نزع رطوبة الهواء في نظام تكييف الهواء يتم بواسطة المكثف. وبما أن المكثف يعمل عند درجة حرارة تحت نقطة الندى، فإن الرطوبة تتجمع في المبخر. هذه الرطوبة المجتمعة في أرضية المبخر في صينية التجميع التي تزال بتصريفها إلى البلاعة أو إلى الخارج. نازع الرطوبة هو جهاز يشبه مكيف الهواء، يضبط رطوبة الغرفة في المباني. وتوضع عادة في الأقبية التي تتمتع برطوبة نسبية عالية بسبب درجة حرارتها المنخفضة.
تسد نوافذ المباني المكيفة بإحكام لأن النوافذ المفتوحة تؤدي إلى اضطراب عمل نظام التدفئة والتهوية والتكييف لحفظ ظروف الهواء الداخلي.

## الكفاءة
نحصل على الكفاءة في دورة التبريد بإيجاد النسبة بين كمية الحرارة الممتصة في المبخر والعمل المبذول في الضاغط.

## اقرأ أيضًا
- جهاز الترطيب
- تبريد بالإشعاع
- وحدة مناولة الهواء